# Machimus trifissilis
Machimus trifissilis är en tvåvingeart som beskrevs av Seguy 1929. Machimus trifissilis ingår i släktet Machimus och familjen rovflugor. Inga underarter finns listade i Catalogue of Life.